# Albert van de Weghe
Albert van de Weghe   (Nova York, 28 de juliol de 1916 - Tulsa, 13 d'agost de 2002) fou un nedador estatunidenc que va competir durant la dècada de 1930.
El 1936, va prendre part en els Jocs Olímpics d'Estiu de Berlín, on va guanyar medalla de plata en els 100 metres esquena del programa de natació. En la final quedà rere el seu compatriota Adolph Kiefer.
El 1928, amb tan sols 12 anys, millorà el rècord del món dels 200 metres esquena i el 1934 feu el mateix amb el dels 100 metres esquena. El 1938 fou el primer home en baixar del minut en les 100 iardes esquena. Guanyà tres títols de l'NCAA i tres més de l'AAU.
El 1990 fou inclòs a l'International Swimming Hall of Fame com a "Honor Swimmer".